# الرقص على الحافة
الرقص على الحافة (بالإنجليزية: Dancing on the Edge)‏ هو مسلسل تم إنتاجه في المملكة المتحدة. بدأ عرضه في سنة 2013. كما بلغ عدد حلقاته 6 حلقات، تم بث المسلسل لأول مرة بتاريخ 4 فبراير 2013 بينما تم بث آخر حلقة منه بتاريخ 10 مارس 2013.

## بطولة
- شيواتال إيجيوفور
- ماثيو جوود
- جون غودمان
- جاكلين بيسيه

## وصلات خارجية
- الموقع الإلكتروني